# Labyrint: Útěk
Labyrint: Útěk (v anglickém originále The Maze Runner) je americký akční thriller, který natočil debutující režisér Wese Balla pro společnost Fox. Noah Oppenheim napsal scénář podle stejnojmenné první knihy z postapokalyptické sci-fi série Jamese Dashnera. Popisuje příběh mladého Thomase, který se po ztrátě paměti ocitá v komunitě chlapců žijících na „Place“, malém ostrůvku zeleně odříznutém od ostatního světa obřím smrtícím labyrintem.
České premiérové televizní uvedení proběhlo 20. září 2015 na HBO a poté 18. prosince 2016 na Prima Cool.

## Produkce
Dashnerova kniha vyšla poprvé v říjnu 2009 a studio Fox v roce 2010 začalo uvažovat o její filmové adaptaci s Catherine Hardwickovou, režisérkou prvního Stmívání. V létě 2012 společnost obsadila jiného režiséra, Wese Balla, který získal pozornost svým krátkým animovaným snímkem Ruin. Noah Oppenheim napsal první verzi scénáře, který dále upravili Grant Myers a T. S. Nowlin.
Konkurz na herecké obsazení byl vyhlášen v únoru 2013 a 18. dubna bylo ohlášeno obsazení Dylana O'Briena do ústřední role. Režisér i herec později popisovali historku, že se Bellovi nepozdával O'Brienův „účes příliš ve stylu MTV“, a tak jej nejdřív z výběru vyřadil a až později jej znovu zvážil po doporučení společnosti Fox na základě jeho předchozího filmu Stážisti. Už v březnu byli do dalších rolí obsazeni Will Poulter, Thomas Brodie-Sangster či Aml Ameen, v dubnu pak ještě např. Blake Cooper.
Natáčení probíhalo od 13. května 2013 po osm týdnů především v Baton Rouge v Louisianě.
Termín premiéry byl původně stanoven už na 14. února 2014, ale později odložen na 19. září téhož roku. Film k uvedení do českých kin od stejného data připravila společnost CinemArt.
U příležitosti uvedení filmu vyšla v srpnu 2014 i v češtině původní Dashnerova kniha s filmovým přebalem.

## Děj
Film sleduje skupinu hochů přežívajících na malém ostrůvku zeleně obehnaném vysokými betonovými zdmi neproniknutelného a smrtícího bludiště. Každé ráno se otvírají brány labyrintu a „Běžci“ (v originále „Runners“) vybíhají prozkoumat okolí a snad i najít cestu ven. Musí to ale stihnout do setmění, protože pak se brány uzavřou a noc za zdí dosud nikdo nepřežil.
Jednou za měsíc výtah přiveze dalšího nováčka a tím nejnovějším je Thomas. Nepamatuje si nic o své identitě, jen křestní jméno. Ani ostatní neví, jak a proč se sem dostali. Tentokrát však vydá výtah už na druhý den po Thomasovi i další osobu – dívku jménem Teresa, která Thomase poznává.
Jednou věcí se Thomas od ostatních asi padesáti-šedesáti kluků na „Place“ („The Glade“) odlišuje. Je to zvědavost a touha narušit status quo. A tak už tři dny po svém příchodu poruší pravidla „Placerů“ („Gladers“) a vydá se do útrob labyrintu, kde nejen že přežije noc, ale podaří se mu zabít pavouku podobného bionického tvora zvaného „rmut“ („Griever“).

## Postavy a obsazení

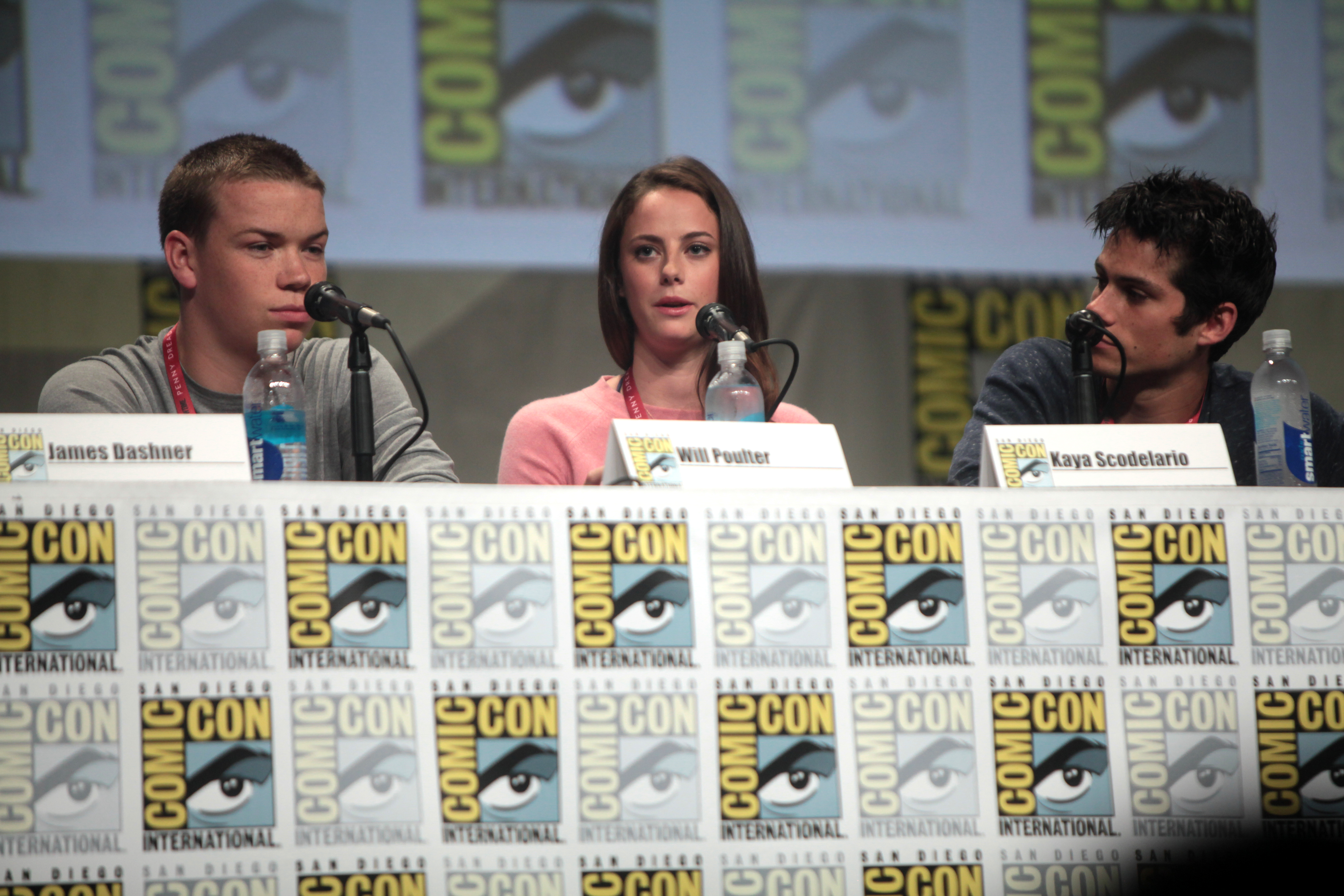
Hlavní obsazení filmu při Comic-Conu v 25. červenci 2014

| Dylan O'Brien          | Thomas                                    |
| Kaya Scodelariová      | Teresa                                    |
| Aml Ameen              | Alby                                      |
| Thomas Brodie-Sangster | Newt                                      |
| Ki Hong Lee            | Minho                                     |
| Will Poulter           | Gally                                     |
| Patricia Clarksonová   | Ava Paige, vedoucí projektu ZLOSIN (WCKD) |
| Blake Cooper           | Chuck                                     |
| Dexter Darden          | „Pánvička“ („Frypan“)                     |
| Jacob Latimore         | Jeff                                      |
| Chris Sheffield        | Ben                                       |
| Joe Adler              | Zart                                      |
| Randall D. Cunningham  | Clint                                     |
| Alexander Flores       | Winston                                   |
| Don McManus            | maskovaný muž                             |

## Přijetí

### Návštěvnost
Ačkoli byla oficiální americká premiéra stanovena na 19. září, na pěti zahraničních trzích byl film uveden už o týden dříve. Na tržbách za první víkend vydělal v Mexiku 2,6 milionu dolarů, na Tchaj-wanu 2,2 milionu, v Malajsii 1,9 milionu, v Singapuru 1,4 milionu a ve střední Americe 248 tisíc dolarů. Celkově podle Box Office Mojo vydělal film na zahraničních tržbách ještě před americkou premiérou 8,276 milionu dolarů.
V USA byl film uveden premiérově v 3 604 kinech a současně expandoval také do dalších 48 zemí. Na domácích tržbách se podle magazínu Variety předběžně očekávalo za první víkend 30 milionů dolarů, přičemž sám distributor Fox skromněji odhadoval překročení 20 milionů. Server Box Office Mojo předpokládal prvovíkendové tržby (19.–21. září) ve výši 34 milionů a umístění na první příčce v návštěvnosti, přičemž dodával, že při dosažení hranice 35 milionů by se jednalo teprve o čtvrtý zářijový film v historii, který by takového úspěchu dosáhl. Cokoli nad 25 milionů přitom označil za obrovské vítězství.
Během pátečních projekcí 19. září činil úhrn tržeb 11,25 milionů dolarů, což představovalo – při srovnání v rámci žánru – více než dvojnásobná čísla oproti filmům Dárce (4,75 mil.) a Hostitel (5,3 mil.), ale jen asi polovinu tržeb filmu Divergence (22,8 mil.). Více než dvojnásobně film předčil i druhý snímek v pořadí současných premiér, kriminální thriller Mezi náhrobními kameny (Walk Among the Tombstones), který dosáhl pátečních tržeb 4,7 milionu dolarů.
Předběžně odhadované domácí tržby za celý úvodní prodloužený víkend dosáhly nakonec částky 32,5 milionu dolarů. Tím film více než dvojnásobně předčil mládeži nepřístupný snímek Mezi náhrobními kameny s 13,1 milionu na tržbách a téměř trojnásobně dramedii Co by kdyby (This Is Where I Leave You) s 11,9 milionu. Při srovnání v rámci žánru dystopických filmových adaptací pro mládež film předčil Enderovu hru z listopadu 2013 s úvodními 27 miliony, ale nedosáhl na Divergenci z března 2014 s 54,6 miliony dolarů. Podle magazínu The Hollywood Reporter tvořilo 52 % amerického publika ženy a 48 % muži, z 65 % pak lidé ve věku do 25 let. Podle Box Office Mojo bylo mužských diváků 49 %, což představuje větší podíl, než je pro žánr mládežnických filmů obvyklé, a server to čátečně připisoval akčnímu vyznění marketingové kampaně.
Na zahraničních prvovíkendových tržbách film vydělal dalších 37,6 milionu dolarů. Tím zaujal téměř na všech trzích první příčku a na většině předstihl i srovnávanou Divergenci, např. v Austrálii (s 3,2 miliony) či v Brazílii (s 2 miliony) až dvojnásobně. V Rusku či Jižní Koreji s 5,5 miliony dolarů předčil i Hunger Games. Se zahrnutím tržeb z předchozího víkendu vydělal film na zahraničních trzích k datu 21. září celkem 49 milionů dolarů, a to ho stále teprve čekalo uvedení na dalších 9 z největších patnácti světových kinematografických trhů.
Návštěvnost v každém dalším víkendu po premiéře přirozeně klesala a film se posouval z první příčky na druhou, čtvrtou, sedmou, desátou a třináctou. Přesto vyšel film z přehledu americké návštěvnosti za září 2014 vítězně s tržbami ve výši 60,2 milionů dolarů, což představovalo 11,7 % z celkových zářijových tržeb na americkém trhu. Celosvětové tržby dosáhly po dvou týdnech částky 149 milionů dolarů. Ještě v polovině října obsadil s utrženými 5,2 milionu dolarů první místo na francouzském trhu, kde byl uveden premiérově. Na přelomu října a listopadu měl premiéru také na čínském trhu a za svůj první víkend tam vydělal 13,7 milionu dolarů. Celkově tehdy dosáhl zahraničních tržeb ve výši 208,5 milionu dolarů.
V českých 91 kinech, kam byl film premiérově nasazen, na něj přišlo v průběhu prvního víkendu 19 696 diváků a tržby dosáhly asi 2,6 milionu korun. Umístil se tak na prvním místě před reprízovanou českou pohádkou Tři bratři (14 063 diváků) a německou komedií Fakjů pane učiteli (9 234 diváků). O druhém víkendu se pořadí prvních dvou filmů již vyměnilo a návštěvnost Labyrintu: Útěk poklesla o 38 %. V 54 kinech na něj přišlo celkem 12 193 diváků, a zaplatilo tak 1,61 milionu korun.

### Recenze v USA
Recenzní agregátor Rotten Tomatoes dával filmu v době jeho premiéry 63% hodnocení, založené na stovce kritik s průměrným bodovým ohodnocením 6 z 10. Konsensuální hodnocení serveru vyzdvihovalo „silné herecké výkony, solidní dějové východisko a osvěživě temné ztvárnění dystopického prostředí“.
| „                                      | V zástupu světotvorných filmů pro dospívající vypadá Labyrint: Útěk osvěživě technologicky střídmý a důsledně hnaný příběhem. (…) I když se tempo v první hodině trochu vleče a postavy nezaznamenávají přílišný vývoj – nepočítáme-li v to hodiny strávené herci v posilovně – celovečerní debut Wese Balla se solidně stupňuje k strhující závěrečné bitvě a velkému odhalení, sloužícímu jako podobenství o dosažení dospělosti. | “ |
| — Ella Taylorová, Variety 9. září 2014 | |   |

| „                                                  | Podobnost [filmu] s věhlasnými literárními díly (mimo jiné s 1984 a Pánem much) či hloubavými knižními thrillery (např. Loganovým útěkem, Battle Royale a Hunger Games) je snad spíše uklidňující než znepokojivá. Vlastně je to právě ten opakující se pocit povědomosti spíše než jakákoli výrazná originalita, co činí tento film neustále poutavým, ačkoli nikdy vyloženě vyzývavým. | “ |
| — Justin Lowe, The Hollywood Reporter 9. září 2014 | |   |

| „                                                  | Spojuje v sobě prvky z Pána much s mýty o Orfeovi a Mínotaurovi, ale tváří se jako něco trochu bližšího filmu Hunger Games, zažívanému skrz disociativní mlhu. (…) Laciná vysvětlení jsou neuspokojivá, ale film odvádí svou hlavní práci: povzbudit zvědavost k pokračování. Problém vyřešen. | “ |
| — Ben Kenigsberg, The New York Times 18. září 2014 | |   |

| „                                                       | Kdyby kino prodávalo lístky na příští díl tohoto dystopického thrilleru (…), ještě před odchodem z haly bych si ho koupil. To je asi to nejhorší, co se o filmu dá říct: Není to zrovna plná porce jídla. Ale pokud by byla polévka i salát stejně uspokojující, rád si rok počkám na další chod. (…) Smyslem filmu není jen řešení rébusu nebo hledání odpovědí na otázky Placerů, kdo je sem poslal a proč. Je to podobenství o síle zvídavosti. | “ |
| — Michael O'Sullivan, The Washington Post 18. září 2014 | |   |

| „                                          | Sci-fi thriller situovaný do neurčitě post-apokalyptické budoucnosti, má-li diváka pořádně zaujmout, musí vytvářet plně vykreslený svět. Labyrint: Útěk však působí, jako by byl vytvořený jen částečně. (…) Režisér Wes Ball se zaměřuje spíš na vizuální efekty, než na psychiku a motivaci postav. Trpí tím napětí filmu. | “ |
| — Claudia Puigová, USA Today 19. září 2014 | |   |

| „                                           | Na filmu Labyrint: Útěk je – alespoň na nějaký čas – fascinující ten způsob, jímž nám vypráví příběh, který se nám zdá být už nesčetněkrát dříve slyšený, ale tentokrát s osvěživě odlišnou atmosférou a úrovní podrobnosti. Ball, jehož zázemí vychází z oblasti vizuálních efektů, svůj celovečerní debut nepřetížil nadmírou líbivých triků. Alespoň dočasně. Velká část výsledného půvabu filmu spočívá v jeho drsné estetice – v hmatatelné průmyslové i organické přírodě – a v tom, jak si dává na čas s barvitým popisem prostředí. | “ |
| — Christy Lemire, Roger Ebert 19. září 2014 | |   |

### Recenze v Česku
Na konci premiérového víkendu dávalo filmu celkem 636 hodnotících uživatelů Česko-Slovenské filmové databáze průměrně 78% hodnocení.
| „                                          | Film Labyrint: Útěk je poměrně věrný své knižní předloze, za což jistě sklidí úspěch mezi fanoušky. Přesto ale spoustu diváků také zaskočí. Nebere si totiž servítky a je na poměry dystopické série pro mladé dost strašidelný. (…) Přesto jistě existuje skupina lidí, která si tento nový příběh oblíbí hlavně kvůli tomu, že hned nevytváří romantickou zápletku a nechává ji přirozeně vyplynout. (…) Ačkoliv svou myšlenkou o budoucnosti, která řeší problémy zeměkoule příliš radikálním způsobem, připomíná jiné trilogie (Hunger Games, Divergence), je v jistých směrech úplně jiná a pro diváka dnešní doby stále atraktivní. | “ |
| — Jana Vepřeková, Kinobox.cz 14. září 2014 | |   |

| „                                                  | I když to vypadá, že by mohlo jít o variaci na "Pána much", sociologický aspekt situace je v 99 procentech filmu zcela ignorován. Jen občas někdo něco řekne, někdo jiný s tím z nějakého náhodného důvodu nesouhlasí a všichni hoši se z nějakého náhodného důvodu přikloní na stranu jednoho z těch dvou. (…) [V]podstatě celý tento dlouhometrážní film je ekvivalentem takových těch titulků, které diváka pomocí pár vět uvádějí do děje filmu. A samotný děj v tomto filmu vlastně neexistuje a začne až v dalším filmu (pokud bude natočen). Celý tento film je vlastně jen hodně roztažená upoutávka na svoje pokračování… | “ |
| — František Fuka, FFFilm a Dokina.cz 17. září 2014 | |   |

| „                                           | [Wes Ball] rozehrává hodně zajímavý příběh obestřený tajemstvím, což je vždy atraktivní. (…) Jakýsi dojem autenticity dotváří kompletní obsazení sestávající z vesměs nepříliš známých tváří. Všichni včetně titulního Dylana O'Briena jsou při nejhorším obstojní, nikdo není vysloveně protivný, což v tomto žánru stále není samozřejmostí a nikdo nikterak nevyčnívá. Ocenit se musí i fakt, že tu úplně chybí jakákoli milostná linie (…), takže jsme ušetřeni různých laciných promluv a nutného budování vztahu mezi dvěma zamilovanými, z čehož mnohdy pramení zoufalá nuda. (…) [Samotný závěr] bohužel sráží hodnocení o jeden bodík dolů. Nenabízí totiž uspokojivé vysvětlení toho, proč se všechno dělo a zdaleka neodpovídá na spousty otázek, které se nabízejí. (…) Jako bychom vlastně sledovali dvouhodinový pilot k novému seriálu… | “ |
| — Vratislav Šálek, Filmserver 17. září 2014 | |   |

| „                                             | Celovečerní debut amerického režiséra Wese Balla Labyrint: Útěk nabízí překvapivou dávku inteligentní zábavy a dobře vystavěného napětí. V lecčems pokulhává, ale obecně řečeno, film to není špatný. (…) Ve filmu se velmi podařilo několik věcí. Předně to, jakým způsobem se zde pracuje s napětím. Atmosféra je místy skoro až hororová a boj s něčím neznámým funguje perfektně. (…) Zároveň tím, že sledujeme pouze chlapecké společenství, je snímek úplně oproštěn od milostných zápletek i patosu – což mu jako akčnímu filmu hraje do karet. (…) Logických nesrovnalostí i všelijakých berliček je tam přesto hodně. (…) Co se ale podařilo jednoznačně, je výběr herců. | “ |
| — Alžběta Kovandová, Total Film 17. září 2014 | |   |

| „                                        | The Maze Runner má dost zajímavou zápletku na to, aby jí nepodrazily nohy všechny ty klišé a logické díry, které se na ni nabalují. Skutečnou hvězdou tu navíc není scénář, ale sebevědomá režie nováčka Wese Balla, který do světa teenagerů dokázal vstříknout koňskou dávku napětí a akce. Místo sladkobolné romance stojí v popředí kamarádství a místo zachraňování světa hrdiny žene prostá touha po přežití. Hrdinové okamžitě získají vaši pozornost a ani přes všechny nedostatky není nejmenší problém s nimi slabé dvě hodinky prožít. Uteče to jako voda. | “ |
| — „Anarvin“, Fandíme Filmu 17. září 2014 | |   |

| „                                           | Labyrint: Útěk ukazuje, že právem často vysmívaný a opovrhovaný žánr příběhu pro dospívající čtenáře může nabídnout i filmy, na něž se dá koukat. (…) Nebudu zastírat, že mám z Labyrintu radost hlavně proto, že jsem od něj absolutně nic nečekal a dostal jsem překvapivě dospělé a dramaticky velmi dobře vystavěné dílo, jež si rozhodně nezaslouží být házeno do stejně zasmrádlého pytle jako Mortal Instruments, Vampírská akademie, Nádherné bytosti a další (…) | “ |
| — Matěj Svoboda, Moviezone.cz 19. září 2014 | |   |

| „                                      | Labyrint: Útěk se veze na trendové vlně adaptací teenagerských dystopií, od jejichž převažujícího kurzu se odlišuje silnějším zaměřením na mužské dospívající publikum a absencí romantické zápletky. Ta je zde nahrazena hutnou, až hororovou atmosférou a akční kinetikou, prozrazující že s celovečerně debutujícím režisérem Wesem Ballem můžeme pro tento typ podívaných do budoucna počítat. | “ |
| — Marek Čech, AVmania.cz 21. září 2014 | |   |

## Domácí video
Společnost Twentieth Century Fox Home Entertainment ohlásila na 16. prosince 2014 vydání filmu na DVD i blu-ray. Dvoudisková blu-ray edice obsahovala i dvě hodiny bonusového materiálu, kromě vyřazených scén např. pětidílný dokument o vývoji Labyrintu i Ballův krátký film Ruin.
V České republice (i na Slovensku) vydala film s českým dabingem společnost Bonton na DVD i blu-ray k datu 4. února 2015. Bonusový materiál na disku spočíval ve vynechaných scénách, komentáři režiséra Wese Balla a producenta T. S. Nowlina a fotogalerii. Sběratelská edice navíc obsahovala záběry z natáčení filmu „Průvodce Labyrintem“, nepovedené záběry, vizuální efekty, Ballův krátký film Ruin a další.

### České znění
Pro potřeby domácího videa pořídilo Barrandov Studio český dabing v překladu Zdeňka Hofmanna s dialogy Petry Jindrové a v režii Petra Pospíchala. Jednotlivé postavy namluvili:
| Postava   | Herec / herečka        | Dabér / dabérka    |
| --------- | ---------------------- | ------------------ |
| Thomas    | Dylan O'Brien          | Petr Neskusil      |
| Teresa    | Kaya Scodelariová      | Jolana Haan        |
| Alby      | Aml Ameen              | Radek Škvor        |
| Newt      | Thomas Brodie-Sangster | David Štěpán       |
| Minho     | Ki Hong Lee            | Robin Pařík        |
| Gally     | Will Poulter           | Branislav Holiček  |
| Ava Paige | Patricia Clarksonová   | Radoslava Stupková |
| Chuck     | Blake Cooper           | Martin Sucharda    |
| Jeff      | Jacob Latimore         | Vojtěch Hájek      |
| Ben       | Chris Sheffield        | Oldřich Hajlich    |

Dále své hlasy propůjčili: Martin Draxler, Radek Hoppe, Ivo Hrbáč, Daniel Margolius, Pavel Šrom a Zbyšek Horák.

## Soundtrack
Soundtrack s hudbou skladatele Johna Paesana byl ve spolupráci s MTV publikován už před filmovou premiérou. Dne 11. listopadu byla vydána i limitovaná edice na vinylových nosičích.

## Hra
Společnost PikPok vydala filmem inspirovanou, stejnojmennou oficiální hru pro mobilní telefony, pro systémy iOS a Android. Hru vyvinula společnost Sticky Studios.

## Pokračování
Tvůrci už před uvedením filmu mluvili o přípravě jeho pokračování podle další knihy z Dashnerovy série. Současně s uvedením Labyrintu: Útěk do kin oznámila společnost Fox stanovený termín premiéry druhého dílu právě za rok, 18. září 2015. Stvrdila také stejného režiséra i představitele některých hlavních postav, Dylana O'Briena, Kayu Scodelariovou či Thomase Brodie-Sangstera. Z představitel nových rolí pak ohlásila např. Aidana Gillena, Rosu Salazarovou, Jacoba Loflanda. Začátek natáčení byl ohlášen na konec října 2014.